# 데인 도끼

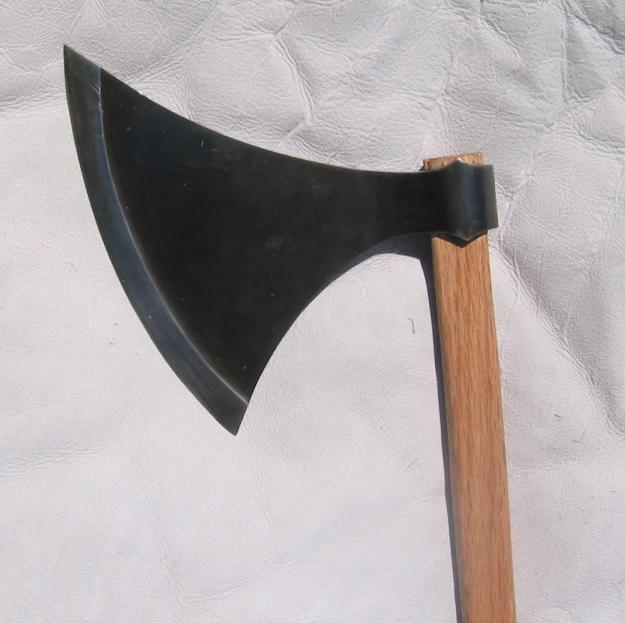
런던 탑에서 발견된 원본인, 페터슨 L 혹은 M 타입인 데인 도끼의 머리 부분 복제본

데인 도끼(Dane Axe)는 전투도끼의 초기 형태이며, 유럽의 바이킹 시대와 초기 중세 시대 사이에 있던 전환기에 주로 사용되었다. 다른 명칭으로는 잉글리시 롱 엑스, 대니시 엑스, 손잡이 도끼 등이 있다.

## 구조
삽화와 현존하는 유물들 등 대부분의 도끼들은 얀 페테슨의 유형 분류 체계에 따라 L 타입 또는 M 타입에 속하는 데인도끼 종류에 들어간다. 두 유형은 비트 (Bit) 부분의 토(toe)와 힐 (Heel) 양쪽에 뚜렷한 뿔들 (horns)이 있는 넓고 얇은 날로 이루어져 있다. 절단면은 다양하며, 보통 20-30 cm 사이이다. L 유형의 날은 비트의 토 부분이 뛰어난 절단 능력을 위해 앞쪽으로 기울어진 것과 함께 좀 더 작은 편에 속하는 경향이다. 후기의 M 유형 날은 토와 힐이 균형을 이루고 전반적으로 크다.
도끼날 자체는 꽤나 가볍고 아주 얇게 주조되어서, 이러한 점들 때문에 절단하는 데 뛰어났다. 도끼날의 상단 몸체 두께는 2mm만큼이나 얇다. 많은 데인 도끼들은 강도를 늘리고 더욱 날카롭게 하기 위해 높은 비율의 탄소강으로 이뤄진, 대체로 보강된 비트로 이뤄져 있다. 평균 무게는 1에서 2kg 사이이다. 긴 유형의 데인 도끼는 목공용 도끼보다는 클리버와 좀더 공통점이 있다. 이 복잡한 (얇게 주조되고 날 근처가 더 단단한 유형의 철로 결합한)구조는 파괴적인 절단 능력을 가진, 날카롭고 빠른 무기를 만들어냈다.
삽화를 근거로, 지위를 상징하는 용도로 쓰인 데인 도끼가 1.5에서 1.7m만큼이나 길었을 수도 있지만, 전투 용도의 긴도끼의 자루 길이는 평균적으로 대략 0.9에서 1.2m이었다. 이러한 도끼들은 은으로 된 상감이 있기도 했고 전투 용도의 나팔 모양으로 벌어진 철제 도끼날이 흔하게 없기도 했다. 현존하는 예시들에는 보통 화려하게 장식된, 놋쇠 자루 덮개가 있으며, 이는 아마 도끼의 머리를 자루에 고정시키주었을 뿐만 아니라 치열한 전투에서 자루의 끝 부분을 보호해주었을 것이다. 물푸레나무와 오크나무가 항항 폴암류에 사용된 주재료였기에, 이 목제류들이 자루의 용도로 가장 주재료였을 것이다.

## 역사

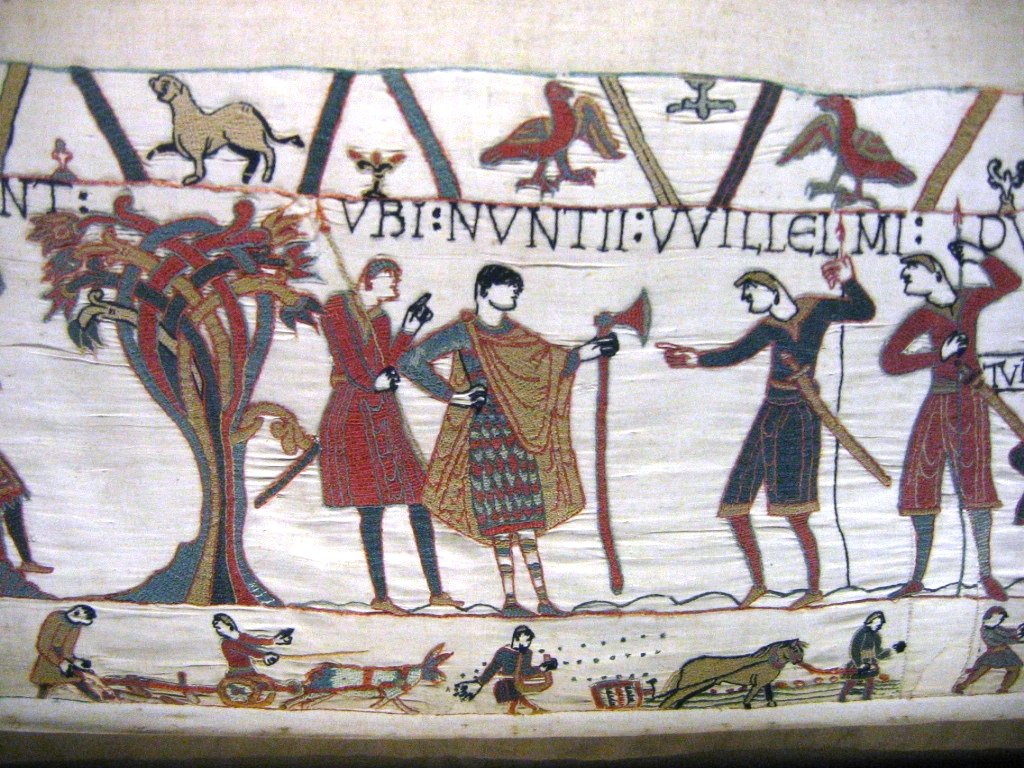
바이외 태피스트리에서 데인 도끼

10-11세기 내내, 데인 도끼는 바이킹의 영향력이 강했던 잉글랜드, 아일랜드, 노르망디 등 스칸디나비아 외부 지역에서 인기를 얻었다. 옛 사료들은 데인 도끼를 앵글로색슨 잉글랜드의 허스칼 같은 이 시기의 엘리트 전사들의 무기로 묘사한다. 잉글랜드 왕위를 향한 정복왕 윌리엄의 여정을 담은 기록인 바이외 태피스트리에서, 데인 도끼는 잘 무장한 허스칼들만이 전적으로 거의 휘두른다. 이 허스칼들은 헤이스팅스 전투에서 해럴드 2세의 호위병의 중심을 형성했다. 아마 에드워드 왕의 것으로 보이는, 데인 도끼가 해럴드가 왕위에 오르기 전, 그에게 전해졌다. 바이외 태피스트리는 또한 노르만 기사의 말의 머리를 한번에 잘라내는 허스칼을 묘사하기도 했다. 데인 도끼는 바랑기아 근위대들이 사용한 것으로도 알려져 있으며, "근위대들이 들고 다니는 도끼"를 뜻하는 펠레키포로스 포루라 (πελεκυφόρος φρουρά)라고도 알려져 있다. 현존하는 한 10세기 콘스탄티노플의 상아 브로치는 최소한 사용자만한 길이의 도끼를 들고 있는 바랑기안 근위대를 묘사하고 있다.
이름에서 스칸디나비아적인 유산을 띠고는 있으나, 데인 도끼는 도끼가 비록 검만큼의 지위는 아니었지만 기사에 어울리는 무기라는 인정을 받으며, 12세기부터 유럽 전역에서 널리 사용되었다. 또한 자루가 대략 6 피트 (1.8 m)만큼 늘어나면서 보병들의 폴암으로 널리 사용되기도 시작했다. 13, 14세기는 또한 도끼날 역시도 길어지고, 후방의 뿔이 자루에 닿을 만큼 커지는 형태 변화를 겪었다. 길어진 무기들, 특히나 길어진 도끼날과 결합된 경우는 잉글랜드에선 스파스라고 했다. 일부에선 이 무기가 할버드의 선조격이라고도 생각한다.
데인 도끼의 사용이 14세기에 계속되는 한편, 갑옷을 관통하는 후방 스파이크와 자루의 앞뒤로 창과 같은 스파이크가 있는 도끼가 좀 더 흔해졌고, 마침내 15세기에 폴액스로 발전하게 되었다. 단순한 데인 도끼는 16세기 스코클랜드 서부와 아일랜드에서 사용이 계속되었다. 아일랜드에서, 데인 도끼는 갤로글래스 용병들과 특히나 연관되어 있다.

## 도끼와 관련된 유명 인물

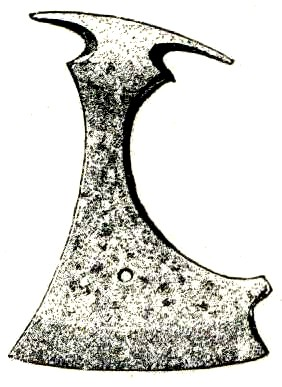
고틀란드섬에서 출토된 철기 시대 턱수염 도끼

스티클레스타드 전투 이후, 데인 도끼는 성 올라프의 상징이 되었고 노르웨이의 국장에서 여전히 그 모습을 볼 수 있다. 그럼에도 이 도끼는 그 사용 자체를 나타내기보다는, 올라프의 순교를 암시하는 것이다.
잉글랜드의 왕 스티븐은 1141년의 링컨 전투에서 데인 도끼를 사용한 것으로 유명하다. 한 기록에서 말하길, 그의 검이 부러지자 도끼를 사용했다고 하고 또다른 기록에선 도끼가 부러진 후에 검을 사용했다고 말한다.
사자심왕 리처드는 비록 그 언급이 때로는 적합한 민족 영웅으로 심하게 과장되기는 했지만, 빅토리아 시대 때 거대한 전투 도끼를 휘두른 것으로 종종 기록되었다: "그가 무덤에서 조용히 있던 지 오랜 세월이 흐른 후, 강력한 도끼 머리가 잉글랜드 파운드로 20 파운드 무게의 잉글랜드 철로 된, 그의 무시무시한 전투 도끼는..." - 찰스 디킨스의 영국사 산책. 하지만 리처드는 야파의 부조에서 데인 도끼를 사용한 것으로 묘사되었다. 조프루아 드 뤼지냥이 데인 도끼와 연관된 또다른 유명한 십자군이다.
스코틀랜드의 왕 로버트 브루스는 배넉번 전투에서 데인 도끼의 한번의 일격으로 헨리 드 보운을 전사시킨 것으로 유명하다. 이 일격은 드 보운의 투구를 쪼개고 두개골이 열리며 도끼의 자루가 부러질 정도로 강했다.
14세기에, 데인 도끼의 사용이 장 프루아사르의 연대기에서 1356년 푸아티에 전투에서 사용한 프랑스의 왕 장 2세, 1388년 오터번 전투에서 사용한 제임스 더글러스 등 점차 언급되었다. 브르타뉴인들은 전투에서 도끼들을 휘두른 베르트랑 뒤 게스클랭과 올리비에 드 클리송 등 명백히 도끼 사용자들로 언급되었다. 이 경우엔, 이때 쓰인 무기가 데인 도끼였는지 아니면 폴액스의 프로토타입인지는 확실치 않다.

## 같이 보기
- 브로드액스
- 롱비어드 액스
- 스파스
- 바이킹 시대 무기와 갑주
- 바이킹 할버트

## 참고 서적
- "A Warrior with a 'Danish Axe' in a Byzantine Ivory Panel" 보관됨 2016-03-03 - 웨이백 머신—Article by Peter Beatson in Gouden Hoorn: Tijdschrift over Byzantium/Golden Horn: Journal of Byzantium 8(1) (2000)